# Hydraena smyrnensis
Hydraena smyrnensis är en skalbaggsart som beskrevs av Sahlberg 1908. Hydraena smyrnensis ingår i släktet Hydraena och familjen vattenbrynsbaggar. Inga underarter finns listade i Catalogue of Life.